# Cal Sant (Ivars d'Urgell)
|  | Aquest article tracta sobre la masia de'Ivars d'Urgell. Vegeu-ne altres significats a «Cal Sant». |

Cal Sant és un monument del municipi d'Ivars d'Urgell (Pla d'Urgell) inclòs en l'Inventari del Patrimoni Arquitectònic de Catalunya.

## Descripció
Casa feta de carreus de pedra, dividida en tres plantes. A la planta baixa de la façana principal hi ha la porta principal amb una guarnició esculpida en tot el seu marc i rematada a la part inferior per dos grans peus de pedra. Damunt la porta hi ha una placa sense inscripció i una fornícula buida. A la planta noble hi ha tres portes balconeres amb baranes de ferro forjat. A la planta superior es troben quatre obertures quadrades.
A la part de l'edifici que dona al pati trobem, a la planta baixa un arc de mig punt i dos més tapats per a suportar el pes de la casa. A la planta noble hi ha quatre finestres d'arc de mig punt i a la planta superior quatre finestres quadrades.
Hi ha una nau afegida amb entrada porticada i amb obertures balconeres al pis superior.

## Història
Aquesta casa va ser fundada pel Marquès de Cruïlles l'any 1777. aquesta família va entrar en decadència i la casa va ser venuda l'any 1910 als avantpassats de l'actual propietari, la família Sant.
Al lloc on es troba la casa hi havia abans una altra construcció que va enderrocar-se el dia de Sant Antoni, quan la gent estava celebrant la benedicció dels animals. Per aquesta raó no va haver-hi víctimes.
La casa annexa a la construcció original és posterior. El Marquès la va fer edificar per al seu fill, que estava foll.